# Joaquín García Icazbalceta
Joaquín García Icazbalceta (Ciudad de México, 21 de agosto de 1825-ibídem, 26 de noviembre de 1894) fue un historiador, escritor, filólogo, bibliógrafo y editor mexicano. Fue miembro de la Academia Mexicana de la Lengua.

## Vida
Fue el décimo y último hijo del matrimonio que formaron los españoles Eusebio García Monasterio y Ana Ramona Icazbalceta y Musitu. Tras declararse la Independencia de México, en 1827, 1829 y 1833 se expidieron diversas leyes que decretaban la expulsión de los españoles radicados en México, razón por la que en 1829, la familia García Icazbalceta tuvo que emigrar a Cádiz.
Cuando en 1836 España reconoció la independencia de México, Joaquín García Icazbalceta regresó al país y conoció a Lucas Alamán. Posteriormente se dedicó con afán al estudio de las lenguas indígenas y la historia de México.
En 1854, contrajo matrimonio con doña Filomena Pimentel y Heras, nieta del conde de Heras. Además de su labor de historiador y bibliógrafo, administró la hacienda de Santa Ana Tenango, Santa Clara de Montefalco y San Ignacio de Urbieta,  todas de su propiedad, en el estado de Morelos, que fueron quemadas durante la revolución mexicana.
En 1875, fue miembro fundador de la Academia Mexicana de la Lengua, tomó posesión de la silla III el 25 de septiembre de 1875. Fue secretario de la institución de 1875 a 1883 y director desde 1883 hasta su muerte, la cual ocurrió el 26 de noviembre de 1894. Fue sepultado en la Parroquia de San Cosme

## Trabajos
Su primer trabajo importante fue la traducción de la Historia de la conquista del Perú, escrita por William H. Prescott, a la que adicionó con notas y varios capítulos, publicándola hacia 1849 y 1850. Entre 1852-1856 también colaboró con Manuel Orozco y Berra escribiendo diversos artículos que se publicarían en el Diccionario Universal de Historia y Geografía. En 1850, inauguró su propia imprenta, misma que le servirá de herramienta para editar sus propios trabajos, que siempre se caracterizaron por su erudición y gran rigor metodológico.

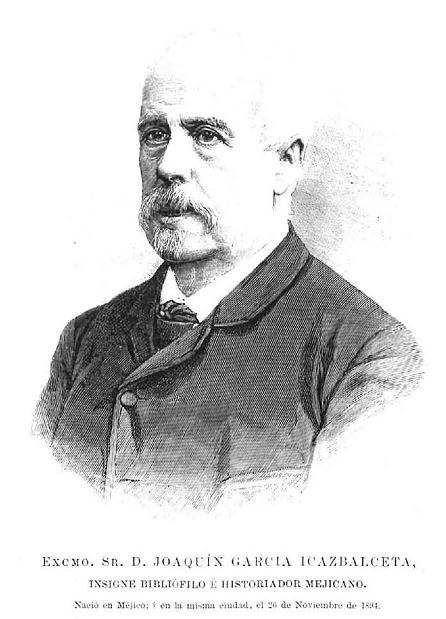
Retrato de Joaquín García Icazbalceta, en La Ilustración Española y Americana

García Icazbalceta escribió una biografía de Juan de Zumárraga, el primer arzobispo de México, derivando en una crítica al arzobispo y  a las órdenes mendicantes que convirtieron a los nativos. En este trabajo, Icazbalceta contradecía las acusaciones de “ignorante y fanático” que liberales y protestantes lanzaban contra el arzobispo, al retratar a los franciscanos y al mismo arzobispo como salvadores de los indios quienes padecían la brutalidad de la autoridad civil. También destacó el papel del arzobispo en la promoción de instituciones educativas tales como el Colegio de la Santa Cruz de Tlatelolco, y le acredita con haber traído la primera imprenta al hemisferio occidental.
Particularmente objetó las acusaciones (hechas por fray Servando Teresa de Mier, Carlos María de Bustamante, y William H. Prescott) de que Zumárraga tomó parte en la destrucción de códices aztecas, argumentando no sólo que la mayor parte de dicha destrucción había ocurrido antes de la llegada de Zumárraga, sino que ningún cronista español menciona quema de libros, y que la única quema mencionada por Fernando de Alva Ixtlilxóchitl fue cometida por los tlaxcaltecas en 1520.
En esta biografía también aprovechó la ocasión para criticar la hipocresía que veía en los legisladores liberales quienes mientras atacaban al arzobispo argumentando crueldad hacia los indígenas, eliminaban las leyes que restringían el tráfico fuera del país de antiguas obras de arte indígena y otras expresiones de la cultura prehispánica. El libro sirvió para restaurar la credibilidad de la orden franciscana como fundadora de la sociedad mexicana en la conciencia de la nación, pero levantó otros cuestionamientos: mucha gente se incomodó ante la falta de toda mención sobre la aparición de la Virgen María bajo la imagen de “Nuestra Señora de Guadalupe” o de la construcción de una capilla en su honor por parte de Zumárraga. De hecho, García Icazbalceta había escrito un capítulo sobre el tema, pero decidió finalmente no incluirlo a petición de Francisco Paula de Verea, obispo de Puebla. En este capítulo revelaba que no había encontrado ningún documento contemporáneo que hiciera referencia a la aparición, y que pudo identificar a la imagen de la Virgen de Miguel Sánchez de 1648 como la primera imagen de la guadalupana.

A pesar de su prestigio como historiador preeminente de México, y de su conservadurismo político y devoto catolicismo, partidarios de las apariciones atacaron su reputación. Así, en respuesta a una demanda hecha por el arzobispo de México, Pelagio Antonio de Labastida, escribió un detallado relato titulado: "lo que la historia nos dice sobre la aparición de Nuestra Señora de Guadalupe a Juan Diego". Hoy en día, a ese escrito se le conoce como "la Carta Antiaparicionista", y fue escrita por Icazbalceta como un escrito privado al arzobispo de México. El documento se filtró al público y ha sido publicado en diversas ocasiones. Al respecto escribió el Arzobispo de Yucatán Crescencio Carrillo y Ancona: 

Como es de gran peso y autoridad el nombre de mi inolvidable amigo, el finado Sr. D. Joaquín García Icazbalceta, en asuntos históricos y religiosos de México, por la circunstancia de haber sido el más diligente de nuestros bibliógrafos, a la vez que un fervoroso católico; con gran placer y saña impía han publicado en estos días los periódicos anticatólicos una carta inédita de aquel Señor dirigida hace más de doce años, en el mes de Octubre de 1883, al predecesor de V.S.I. de grata memoria. Ilmo. Sr. Doctor D. Pelagio Antonio de Labastida y Dávalos, con ocasión de la censura de su libro sobre historia guadalupana. Y digo con placer y saña impía de los periódicos anticatólicos, porque esa carta es nada menos que una disertación histórica contra el milagro de la Aparición de Nuestra Señora de Guadalupe, que nunca quiso empero el autor que se publicara, que no quería escribir, y que una vez escrita ni aún quería que se viera, pues le dice así al Ilmo. Sr. Labastida: "Me manda V.S.I. que le dé mi opinión acerca de un manuscrito que se ha servido enviarme intitulado: Santa María de Guadalupe de México, etc... Quiere, también, V.S.I. que juzgue yo esta obra únicamente bajo el aspecto histórico, y así tendría que ser de todos modos, pues no estando yo instruido en ciencias eclesiásticas sería temeridad que calificara el escrito en lo que tiene de teológico y canónico... Quiero hacer constar que en virtud del superior y repetido precepto de V.S.I. falto a mi firme resolución de no escribir jamás una línea tocante a este asunto, del cual he huido cuidadosamente en todos mis escritos... Si he escrito aquí acerca de ella (de la historia de la Aparición Guadalupana) ha sido por obedecer el precepto de V.S.I. Le ruego por lo mismo, con todo el encarecimiento que puedo, que este escrito, hijo de la obediencia, no se presente a otros ojos ni pase a otras manos, así me lo ha prometido V.S.I". El nombre del Sr. Icazbalceta que es de tanto peso y autoridad, no está de parte de los enemigos de Nuestra Señora de Guadalupe Aparecida, por más que éstos se armen de la aludida carta. (págs. 4, 5 y 6) 
En dicha carta detalló todos los problemas históricos que tenía la leyenda de la aparición. (nota sin validez, lea la discusión) La Virgen de Guadalupe. Entre estos se encontraba el silencio de los documentos históricos sobre el fenómeno en cuestión, particularmente la falta de toda mención por parte del mismísimo Zumárraga, la falta de mención sobre la aparición en todos los documentos nahuas mencionados por los historiadores, la imposibilidad del brote de las flores en el mes de diciembre (aspecto importante de la narrativa, si bien en la narración, dicha imposibilidad sería precisamente el milagro-prueba pedido por el obispo Zumárraga), y la improbabilidad de que “Guadalupe” fuera un nombre náhuatl. Citó además inconsistencias en los estudios hechos por Miguel Cabrera y José Ignacio Bartolache sobre el icono, como razones para dudar sobre la historicidad de la aparición. Diversos autores y estudiosos respondieron a Icazbalceta, podemos mencionar a Fortino Hipólito Vera, obispo de Cuernavaca, Agustín de la Rosa, historiador, Primo Feliciano Velázquez, historiador y experto en náhuatl, etc.
En 1888 el Obispo de Yucatán Crescencio Carrillo Ancona envió un opúsculo escrito por él a D. Joaquín García Icazbalceta solicitando su opinión. A continuación cito fragmentos de la respuesta de D. Joaquín a la solicitud del Sr. Obispo, de fecha 29 de diciembre de 1888:
Me honra V.S.I. mucho más de lo que merezco con pedirme parecer acerca del opúsculo...  Mas V.S.I. afirma, y esto me basta para mí creerlo, que es asunto concluido, porque Roma loquuta causa finita; siendo así, no me sería ya lícito explayarme en consideraciones puramente históricas. En dos terrenos puede considerarse este negocio: en el teológico y en el histórico. El primero me está vedado por mi notoria incompetencia, y si está declarado por quien puede, que el hecho es cierto, no podemos entrar los simples fieles en el otro. Penoso ha sido para mí el final de este año y me encuentro muy abatido... Su último servidor que con todo respeto su Pastoral Anillo besa - Joaquín García Icazbalceta.
Al respecto comenta el sr. Obispo:
¿Y qué dijera hoy el Sr. Icazbalceta, si aún viviera y se le dijese que su misma carta de 1883, examinada en Roma, por mandato de la Santa Sede, y sacadas de ella cuidadosamente todas y cada una de sus conclusiones históricas, como otras tantas objeciones contra el milagro guadalupano, han sido satisfactoriamente resueltas sirviendo de fundamento el estudio motivado para declarar y confirmar con autoridad Apostólica la verdad del hecho milagroso? ¿No es evidente que el Sr. Icazbalceta diría al Venerable Cabildo de Guadalupe las mismas palabras arriba consignadas: "Esto me basta para creer?. Y yo en conclusión añado, que aquellos católicos débiles que han tenido por mejor arreglar su creencia conforme a la carta del Sr. Icazbalceta del año 1883, tienen ya la de 1888 del mismo ilustre autor y verdadero católico, para entrar en cuentas consigo mismos; aquel a quien siguieron en su error síganle también en el esforzado vencimiento de sí mismo y en todos sus muchos ejemplos de cristiana virtud. Crescencio Obispo de Yucatán.